# أصل الألبان

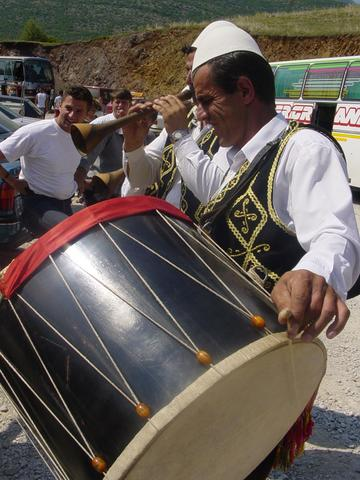
الباني يعزف موسيقى شعبية.

خضع أصل الألبان للجدل العلمي فترةً طويلةً من الزمن. ظهرت هذه الشعوب للمرة الأولى في سجلات التاريخ في المصادر البيزنطية في القرن الحادي عشر، وفي ذاك الوقت كان شعب الألبان قد دخل الديانة المسيحية بشكل كامل. تشكل اللغة الألبانية فرعًا منفصلًا من اللغات الهندية الأوروبية، ووثقت للمرة الأولى في القرن الخامس عشر، ومن المفترض أنها نشأت من إحدى لغات البلقان القديمة في العصور المندثرة. تُظهر الثقافة الألبانية قبل الدخول في الديانة المسيحية أن الأساطير الألبانية والمعتقدات الشعبية تعود إلى أصول بلقانية قديمة تحمل عناصر وثنية في أغلبها.
تقترح جميع النظريات الرئيسة للأصول الألبانية أنها تعود أساسًا إلى البلقانية القديمة، لكنها تختلف في نسب هذا الأصل إلى الإيليرية أو التراقية أو الداقية، أو شعوب البلقان القديمة التي لم توثق لغاتها في التاريخ. بالنسبة لداعمي الأصل الإيليري للألبان، هناك فوارق بين نظرية الاستمرارية من الحقبة الإيليرية ونظرية الهجرة الداخلية لشعوب إيليرية مختلفة، لكن هاتين الفرضيتين لا تلغيان بعضهما. كان الألبان أيضًا أحد الشعوب الأوروبية التي تمتلك أكبر عدد من الأسلاف المشتركين ضمن المجموعة الإثنية رغم أنهم تشاركوا أسلافهم مع مجموعات إثنية أخرى.

## الجدال حول أصل الألبان
يقترح الداعمون للأصول الإيليرية للألبان أن القبائل الإيليرية الأصلية المستقرة في جنوب إيليريا انتقلت لتقطن الجبال عندما احتل الصقالبة الأراضي المنخفضة، بينما تروي النسخة الأخرى من النظريات أن الألبان أحفاد القبائل الإيليرية التي شغلت الأراضي الواقعة بين نهر الدانوب ودالماسيا وانتقلو نحو الجنوب لاحقًا.
حافظ الباحثون الداعمون لفرضية الأصول الداقية للألبان على فرضية انتقال الألبان جنوبًا بين القرنين الثالث والسادس بعد الميلاد من منطقة مويسيا (رومانيا حاليًا). دعم آخرون فرضية الأصل التراقي واقترحوا أن الألبان الأوائل قطنوا المنطقة الواقعة بين نيش وإسكوبية وصوفيا وألبانيا أو بين جبال رودوب والبلقان، ومن هناك انتقلوا إلى أراضي ألبانيا الحالية قبل وصول الصقالبة.
يجمع الباحثون عمومًا على أن أصل الألبان يعود إثنيًا ولغويًا إلى أحد الشعوب البلقانية القديمة أو إلى مزيج منها، لكن شعوبًا محددةً منها استمرت موضع جدل تاريخي.

## الإثبات اللغوي
يعود أول ذكر موثق للغة الألبانية إلى عام 1285 في مدينة راغوصة في جمهورية البندقية (دوبروفنيك الكرواتية حاليًا)، عندما ذكر أحد النصوص المتعلقة بجريمة سرقة تصريحًا لأحد الشهود يُدعى ماثيو قال فيه: «سمعت صوتًا يصدح في الجبال ينطق باللغة الألبانية».
كانت صيغة المعمودية (1462) ومعجم أرنولد رايتر فون هارف (1496) أولى العينات الموثقة من اللغة الألبانية، وكان أحد أقسام إنجيل الفصح أول النصوص الألبانية المكتوبة بأحرف يونانية بين القرنين 15 و16. يمثل القداس (ميشاري 1555) والمذهب المسيحي للوكا ماترانجا أولى الكتب المطبوعة باللغة الألبانية.
لاحظ فورستن وُجود أعمال ألبانية مكتوبة قبل هذه المرحلة، لكنها ضاعت ببساطة. ذُكر وجود اللغة الألبانية المكتوبة في رسالة موثقة تعود إلى عام 1332، وتتشارك أولى الكتب المحفوظة، بما فيها المكتوبة بلغتي الجيغ والتوسك، الخصائص الكتابية التي تشير إلى تطور صيغةً ما من اللغة الأدبية.

### ترميم اللغويات
لم توُثق اللغة الألبانية بصيغتها المكتوبة حتى القرن الخامس عشر بعد الميلاد، إذ تشكلت حينها المجموعات العرقية الألبانية، وفي غياب أي معلومات سابقة عن هذه اللغة استخدم الباحثون الاستعارات اللاتينية والسلاقية لتحديد أصلها. نشأت اللغة الألبانية القديمة غالبًا قبل القرن الأول الميلادي، ثم بدأ تداخلها مع اللغات الرومانية بكثافة.
حاول بعض الباحثين تخمين اللغة غير الموثقة، ووصلوا أخيرًا إلى أجوبة تشير إلى الموطن الأصلي للألبانية القديمة والمجتمع الألباني اعتمادًا على المعجم المرمم.

#### الرعي
امتلك الألبان الكثير من المفردات اللغوية الرعوية التي دعمت فرضية اعتماد المجتمعات الألبانية القديمة على الحياة الرعوية وممارستها الترحال الرعوي وتربية المواشي خاصةً الأغنام والماعز. اهتم جوزيف بحقيقة أن بعض المفردات الجدلية تمتلك نظيرًا مطابقًا في اللغة الرومانية.
يبدو أن مربي الماشية استخدموا أغلب المفردات الأصلية المحفوظة المتعلقة برعي الأبقار وحلبها وما شابه ذلك، بينما كانت المفردات المرتبطة بالكلاب مستعارةً من أصول أخرى. حافظ الألبان على مفرداتهم الأصلية المتعلقة بالأحصنة، لكن كلمة «حصان» بحد ذاتها تعود إلى أصول لاتينية.

#### المجمعات المائية
شكلت المجمعات المائية جانبًا معقدًا، إذ يُعد «بحر» (det) مصطلحًا أصليًا وابتكارًا «ألبانيًا جرمانيًا» يشير إلى مفهوم العمق، لكن عددًا كبيرًا من المفردات البحرية مأخوذ من أصول أخرى. تميل الكلمات المتعلقة بالمجاري المائية الكبيرة وضفافها إلى كونها مستعارةً، لكن كلمة «نهر» lumë و«جريان مياه النهر» rrymë مصطلحان أصليان. تكون الكلمات الدالة على التيارات الأصغر وبرك المياه الراكدة أصليةً غالبًا، لكن كلمة «بركة» pellg جاءت من تحول معنوي عن الكلمة الإغريقية القديمة «البحر المرتفع»، ما يقترح تغيرًا في موقعهم بعد الاتصال مع الإغريق. حافظت اللغة الألبانية على مصطلح خاص يشير إلى «الغابة الواقعة على ضفاف النهر» (gjazë)، إضافةً إلى كلمات خاصة بالأهوار. من الغريب أن الألبان حافظوا على مصطلحات أصلية تخص «الدوامة» و«حفر المياه» و«تجمعات السوائل العميقة»، وهذا دفع أوريل إلى التكهن بأن الموطن الأصلي للألبان شهد الكثير من الدوامات المائية وامتلك العديد من الأعماق الخطيرة، لكن يبدو أن جميع الكلمات المتعلقة بالإبحار مستعارة من أصول أخرى.